# McFly
McFLY és un grup de pop rock procedent d'Anglaterra. Els seus components són: Tom Fletcher (veu i guitarra, va néixer el 17 de juliol de 1985 a Northwick Park Hospital, Harrow, Londres), Danny Jones (veu i guitarra, va néixer el 12 de març de 1986 a Bolton), Dougie Poynter (cors i baixista, i a vegades veu principal, va néixer a Corringham, Essex, el 30 de novembre de 1987, n'és el membre més jove) i Harry Judd (el bateria, va néixer el 23 de desembre de 1985 a Chelmsford, Essex). Actualment, McFly es troba preparant una nova gira pel Regne Unit amb Busted, així formant un nou grup, McBusted.

## Història

### Room on the third floor
Aquest grup va debutar amb el seu primer àlbum Room on the 3rd Floor (5 de juliol de 2004), amb el que van aconseguir dos discs de platí i van aconseguir arribar al número 1 de les llistes britàniques. D'aquest primer àlbum van treure quatre singles, Five colours in her hair (nº1 al Regne Unit al 29 de Març), Obviously (nº 1 i el single va ser estrenat al 21 de Juny), That Girl (nº 3 i estrenat al 6 de setembre) i Room on the 3rd Floor (nº 5, la data de sortida va ser el 15 de Novembre). Van triar aquest nom, ja que Danny i Tom van escriure les cançons de l'àlbum en l'habitació 363 d'un hotel prestigiós londinenc. Amb aquest disc van superar un Rècord Guinness que es mantenia feia quaranta anys de ser la formació més jove en treure un àlbum número 1. Aquest Guinness li van prendre als Beatles, gràcies a Dougie, ja que quan van llançar l'àlbum encara tenien 16 anys. Van començar com a teloners de l'exitosa boyband Busted i els van acompanyar a la seva gira al febrer. Llavors al setembre farien la seva pròpia gira.

### Wonderland
El segon album, Wonderland, va sortir a la venda al 29 d'agost de 2005 i també va ser #1 en les llistes del Regne Unit i va aconseguir un disc de platí. Wonderland va produir quatre singles, el primer va ser un doble A-side de Comic Relief amb All about you/You've got a friend (nº 1 i estrenat el 7 de Març), el segon single va ser I'll be OK (nº 1 i estrenat al 15 d'agost), el tercer single va ser I wanna hold you (nº 3 i estrenat el 17 d'octubre) i el quart single va ser un A-side de The Ballad of the Paul K/Ultraviolet (nº 9 i va ser llençat el 12 de desembre). Al juliol de 2005 van participar en el Live 8 de Tokyo actuant junt amb Good Charlotte i Björk. El 15 de Setembre van començar el seu primer Tour per Gran Bretanya. Van gravar un DVD al MEN Arena de Manchester i el van anomenar Wonderland Tour DVD.

### Just My Luck

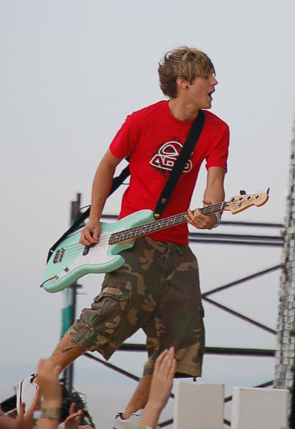
Dougie Poynter en concert a la T4 Beach

A mitjans del 2006 van treure el seu primer disc recopilatori dels seus dos primers àlbums, aprofitant la sortida de la pel·lícula d'adolescents amb Lindsay Lohan i Chris Pine com a protagonistes principals titulada Just My Luck en la qual apareixien ells actuan com a McFLY, el van titular igual i l'únic single va ser Just My Luck. Van visitar per primer cop Estats Units on van tocar a llocs tan emblemàtics com el Hard Rock Café o Times Square.

### Motion in the Ocean
El seu tercer àlbum, Motion in the Ocean, va sortir a la venda el 6 de novembre de 2006 i va quedar #6. De Motion in the Ocean van treure cinc singles, el primer va ser un A-side del Sport Relief amb la versió de Queen Don't stop me now/Please Please va ser llençat al 17 de Juliol i va arribar al nº 1. El segon va ser Star Girl, va ser llançat al 23 d'octubre del 2006 i va arribar al nº 1. El tercer single va ser un altre A-side de Friday Night/Sorry's not good enough va ser llançat el 18 de Desembre i va entrar al nº 3, i l'últim single va ser un altre doble A-side amb Baby's coming back/Transylvania que el van llançar el 7 de Maig arribant al nº 1. També van fer el Motion in the Ocean Tour per tot el territori britànic i van gravar el seu DVD a Wembley Arena.

### All The Greatest Hits
El 5 de novembre de 2007 van treure el seu segon disc recopilatori, All The Greatest Hits, el qual va quedar #4 a les llistes del Regne Unit, que va tenir un únic single The Heart Never Lies, que el van llançar el 22 d'octubre i va arribar al nº 3.

### Radio:ACTIVE
A principis de 2008 van anar a Austràlia a seguir gravant el seu quart disc d'estudi. Al 20 de Juliol van treure el seu quart àlbum, Radio:ACTIVE i al 22 de Setembre van treure el disc Deluxe Edition amb quatre cançons noves, un DVD i un fulletí. És el primer àlbum després de deixar la seva antiga discogràfica, Island Records, ja que no els deixava fer el que realment volien. Es van crear una discogràfica pròpia, Super Records. Han tret de moment tres singles. One for the radio el van llançar l'1 de juny de 2008 i va arribar al nº 2. Lies el van llançar el 17 de setembre i va arribar al nº 4. El tercer single va ser un doble A-side de Children in Need amb Do ya/Stay with me que el van llançar el 24 de Novembre i va arribar al nº 18. El següent single va ser Falling in love llançat el 9 de febrer de 2009 aprofitant la setmana de Sant Valentí.

### Above the Noise
Després del seu exitós àlbum Radio:ACTIVE, Mcfly es va tornar a tancar a l'estudi per compondre noves caçons. Com que volien superar-se les primeres cançons que van gravar pel cinquè àlbum no els agradaven. Llavors van decidir treballar amb el productor Dallas Austin i el cantant Taio Cruz. Aquest disc de sons més elèctrics va sortir a la venda el 15 de novembre de 2010. Al cap de poc va sortir un curtmetratge de 30 minuts protagonitzat per la banda i de tema vampíric: Nowhere Left to Run. I també van presentar la seva nova i revolucionària web: Super City.